# Jbel M’Goun
Der Jbel M’Goun (auch Ighil M’Goun, seltener Ighil n’Oumsoud; Zentralatlas-Tamazight ⵉⵖⵉⵍ ⵎⴳⵯⵏ) ist mit seinen 4068 m nach dem Jbel Toubkal (4167 m) und dessen Nachbargipfel, dem Jbel Ouanoukrim (4089 m), der dritthöchste Berg Marokkos und Nordafrikas. Das Bergmassiv des M’Goun hat keinen markanten oder dominanten Gipfel, sondern eine beinahe 10 km lange Gipfelkette (crête), deren Höhenlage stets um 3500 bis über 4000 m schwankt.

## Lage
Der Jbel M’Goun liegt etwa 20 km südlich des Dorfes Agouti im Aït Bougoumez-Tal. Der Gipfel liegt bereits in der Provinz Ouarzazate. Der Jbel Toubkal ist etwa 100 km (Luftlinie) in westlicher Richtung entfernt. Der Assif M’Goun entspringt an seiner Ostflanke und mündet bei El-Kelâa M’Gouna in den Oued Dades, der seinerseits bei Ouarzazate zusammen mit anderen kleinen Nebenflüssen den Oued Drâa bildet.

## Geologie
Die in west-östlicher Richtung verlaufende Gipfelkette des M’Goun wird von einem antiklinalen Sattel aus hartem Kalkstein gebildet, der bei der geologischen Auffaltung des Hohen Atlas entstanden ist. Während der Eiszeiten des Quartär entstanden mehrere Gletschertäler in Nord-Süd-Richtung.

## Klima
Niederschlag in Form von Schnee fällt nur in den Wintermonaten (Oktober bis Februar); sommerliche Regenfälle sind äußerst selten. Etwa ab April erreichen die Tagestemperaturen auf der Südseite des Berges tagsüber normalerweise ca. 20 °C, so dass auch die letzten winterlichen Schneefelder abschmelzen. Auf der Nordseite bleiben sie länger erhalten, verschwinden jedoch auch spätestens im Juli.

## Besteigung
Eine in den Sommermonaten (Mai bis September) auch für bergunerfahrene Touristen mögliche Besteigung des Jbel M’Goun erfolgt meist im Rahmen einer zwei- oder dreitägigen Nord-Süd-Querung von Agouti im ca. 1800 m hoch gelegenen Aït Bougoumez-Tal aus und endet meist im Dorf Amezri in der Provinz Ouarzazate. Eine winterliche Besteigung ist auch möglich und gilt als etwas einfacher als die des Toubkal.